# Das ist je gewißlich wahr
Das ist je gewißlich Wahr (C'est la vérité certaine) (BWV 141) est une cantate religieuse attribuée par erreur à Johann Sebastian Bach, et donc enregistrée comme BWV 141. Elle a été composée à Eisenach en 1719-1720 par Georg Philipp Telemann pour le troisième dimanche de l'Avent. La cantate porte aujourd'hui le nouveau numéro TWV 1:183. 
Le texte est tiré de la première lettre de Paul à Timothée 1: 15 (premier mouvement) et de Johann Friedrich Helbig.
La cantate est écrite pour deux hautbois, deux violons, alto, basse continue, trois chanteurs solistes (alto, ténor, basse) et chœur à quatre voix.
Elle est composée de quatre mouvements :
1. Chœur Das ist je gewisslich wahr : en sol majeur avec tous les instruments
2. Aria Jesus ist der Menschen Heil : en sol majeur, pour ténor avec tous les instruments
3. Récitatif Wir müssen recht im Geiste nach ihm fragen : en mi mineur, pour alto avec continuo
4. Aria Jesu, Trost der Geistlich Armen : en mi mineur, pour basse avec cordes et continuo